# Coelotes rudolfi
Coelotes rudolfi is een spinnensoort in de taxonomische indeling van de nachtkaardespinnen (Amaurobiidae).
Het dier behoort tot het geslacht Coelotes. De wetenschappelijke naam van de soort werd voor het eerst geldig gepubliceerd in 1925 door Ehrenfried Schenkel-Haas.